# شرق أنتاركتيكا (كراتون)

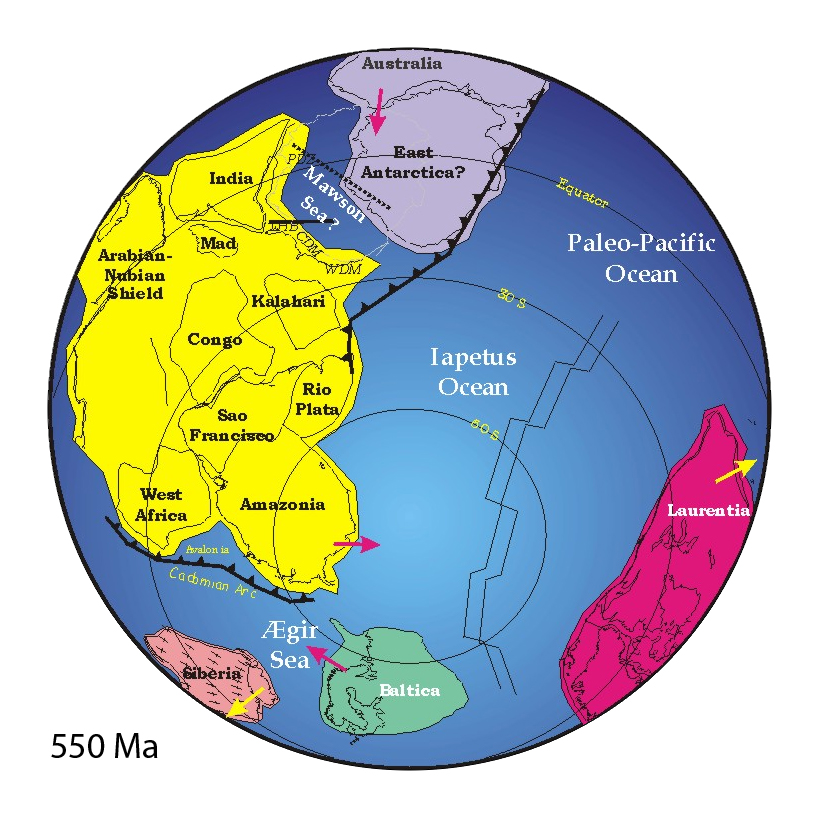

درع أو كراتون شرق أنتاركتيكا هو كراتون قديم، الذي يكون معظم القارة القطبية الجنوبية. كراتون شرق القطب الجنوبى كان جزء من العملاقة نينا قبل 1.8 مليار سنة.
خلال أوائل عصر حقب الحياة القديمة انضم شرق القارة القطبية الجنوبية غندوانا

## التفكك
خلال الدهر الوسيط تفككت أرض غندوانا, منفصله عن المناطق القارية الكبرى الأخرى. أثناء و بعد هذا تفكك هذه التضاريس الأرضية من غرب القارة القطبية الجنوبية تمت إضافتها إلى تشكيل القارة الحالي من القارة القطبية الجنوبية.